# Вес Крейвен
Веслі Ерл Крейвен (англ. Wesley Earl Craven), відоміший як Вес Крейвен (англ. Wes Craven); 2 серпня 1939 — 30 серпня 2015) — американський кінорежисер, продюсер, сценарист. Відомий у жанрі жахів культовими фільмами «Кошмар на вулиці В'язів» та «Крик».

## Біографія
Вес Крейвен народився 2 серпня 1939 року в Клівленді, штат Огайо, США. Його батьки, Кароліна і Пол Крейвен, були переконаними баптистами. Після закінчення школи він вступив у християнський коледж міста Витона, штат Іллінойс, на факультет англійської літератури. Проте після тривалої хвороби Вес Крейвен, пропустивши рік навчання, почав вивчати психологію. У 1963 році він отримав ступінь як письменник і психолог.
У 1964 році, працюючи викладачем гуманітарних наук в коледжі, Вес одружується з Бонні Броекер. Дружина народила двох дітей, Джонатана і Джессіку. У 1969 році подружжя розлучилося. З 1984 по 1987 рік Вес Крейвен був одружений з Мімі Меєр. У 2010 році одружився з Іє Лабунке.
Після розлучення з першою дружиною Вес Крейвен їде в Нью-Йорк, де спочатку працює таксистом, а потім отримує місце звукорежисера в одній випускає кінокомпанії. Тут в 1971 році в режисерському тандемі з Шоном Каннінгемом він випускає свій перший фільм — «Разом». Далі, в 1972 і 1977 роках відповідно, Вес Крейвен випускає два фільми жахів «Останній будинок зліва» і «У пагорбів є очі», які мали величезний успіх, а останній навіть отримав приз на «Sitges Film Festival».

## Фільмографія
- 1972 — «Останній будинок ліворуч»
- 1972 — «Анжела — жінка-феєрверк»
- 1977 — «У пагорбів є очі[en]»
- 1978 — «Незнайомець у нашому будинку»
- 1981 — «Смертельне благословення»
- 1982 — «Болотяна істота»
- 1984 — «Кошмар на вулиці В'язів»
- 1984 — «Запрошення до пекла»
- 1985 — «Кошмар на вулиці В'язів 2: Помста Фредді»
- 1985 — «У пагорбів є очі 2»
- 1986 — «Смертельний друг»
- 1987 — «Кошмар на вулиці В'язів 3: Воїни сну»
- 1988 — «Змій і веселка»
- 1988 — «Кошмар на вулиці В'язів 4: Повелитель сну»
- 1989 — «Кошмар на вулиці В'язів 5: Дитя сну»
- 1989 — «Електрошок»
- 1991 — «Люди під сходами»
- 1991 — «Фредді мертвий. Останній кошмар»
- 1994 — «Кошмар на вулиці В'язів 7: Новий кошмар»
- 1995 — «Вампір з Брукліна»
- 1996 — «Крик»
- 1997 — «Крик 2»
- 1997 — «Виконавець бажань»
- 1998 — «Карнавал душ»
- 1999 — «Музика серця»
- 2000 — «Крик 3»
- 2003 — «Фредді проти Джейсона»
- 2005 — «Перевертні»
- 2005 — «Нічний рейс»
- 2006 — «Париже, я люблю тебе», фрагмент «Пер-Лашез»
- 2006 — «Пульс»
- 2007 — «Пагорби мають очі 2»
- 2010 — «Забери мою душу»
- 2011 — «Крик 4»